# Bolt
 For alternative betydninger, se Bolt (flertydig). (Se også artikler, som begynder med Bolt)
En bolt, også kaldet en maskinskrue, er et skaft med hoved. Skaftet har en skruelinjeformet rille på sin overflade som passer til en møtrik med utilspidsende gevind.

En klassisk bolt har et sekskantet hoved passende til ringgaffelnøgler, stjernenøgler og toppe. I den modsatte ende er der et gevind. Et andet eksempel på en bolt er en pinbolt. En pinbolt har intet hoved, men består kun af gevind – eventuelt med en mellemliggende hals med mindre diameter end gevindet.